# Ндиукоа
Ндиукоа (фр. Ndioukoa) — деревня в Чаде, расположенная на территории региона Канем. Входит в состав департамента Канем.

## География
Деревня находится в западной части Чада, к северо-востоку от озера Чад, на высоте 307 метров над уровнем моря.
Ндиукоа расположен на расстоянии приблизительно 195 километров к северо-северо-востоку (NNE) от столицы страны Нджамены. Ближайшие населённые пункты: Мели, Диаталари, Аунгете, Гаей, Зоуле, Гая, Бир-Базар.
Климат деревни характеризуется как аридный жаркий (BWh в классификации климатов Кёппена).

## Транспорт
Ближайший аэропорт расположен в городе Нгури.